# Douwe de Vries
Douwe de Vries (Hallum, 14 de junio de 1992) es un deportista neerlandés que compite en patinaje de velocidad sobre hielo.
Ganó seis medallas en el Campeonato Mundial de Patinaje de Velocidad sobre Hielo en Distancia Individual entre los años 2015 y 2020.

## Palmarés internacional
| Campeonato Mundial en Distancia Individual | Campeonato Mundial en Distancia Individual | Campeonato Mundial en Distancia Individual | Campeonato Mundial en Distancia Individual |
| Año                                        | Lugar                                      | Medalla                                    | Prueba                                     |
| ------------------------------------------ | ------------------------------------------ | ------------------------------------------ | ------------------------------------------ |
| 2015                                       | Heerenveen (Países Bajos)                  | Medalla de oro                             | Persecución por equipos                    |
| 2015                                       | Heerenveen (Países Bajos)                  | Medalla de bronce                          | 5000 m                                     |
| 2016                                       | Kolomna (Rusia)                            | Medalla de oro                             | Persecución por equipos                    |
| 2017                                       | Gangneung (Corea del Sur)                  | Medalla de oro                             | Persecución por equipos                    |
| 2019                                       | Inzell (Alemania)                          | Medalla de oro                             | Persecución por equipos                    |
| 2020                                       | Salt Lake City (Estados Unidos)            | Medalla de oro                             | Persecución por equipos                    |